# Lentulidae
Lentulidae zijn een familie van rechtvleugelige insecten die behoren tot de kortsprietigen. De familie werd voor het eerst wetenschappelijk gepubliceerd door Dirsh in 1956.
De soorten binnen de familie komen voor in Sub-Saharisch Afrika het zuiden van het Arabisch Schiereiland.

## Taxonomie
De familie telt 31 geslachten:
- Onderfamilie Lentulinae Dirsh 1956
  - Geslacht Altiusambilla Jago, 1981
  - Geslacht Bacteracris Dirsh, 1956
  - Geslacht Basutacris Dirsh, 1953
  - Geslacht Betiscoides Sjöstedt, 1923
  - Geslacht Chromousambilla Jago, 1981
  - Geslacht Devylderia Sjöstedt, 1923
  - Geslacht Eremidium Karsch, 1896
  - Geslacht Gymnidium Karsch, 1896
  - Geslacht Helwigacris Rehn, 1944
  - Geslacht Karruia Rehn, 1945
  - Geslacht Lentula Stål, 1878
  - Geslacht Malawia Dirsh, 1968
  - Geslacht Mecostiboides Dirsh, 1957
  - Geslacht Mecostibus Karsch, 1896
  - Geslacht Microusambilla Jago, 1981
  - Geslacht Nyassacris Ramme, 1929
  - Geslacht Paralentula Rehn, 1944
  - Geslacht Qachasia Dirsh, 1956
  - Geslacht Rhainopomma Jago, 1981
  - Geslacht Swaziacris Dirsh, 1953
  - Geslacht Usambilla Sjöstedt, 1909
- Onderfamilie Shelforditinae Ritchie, 1982
  - Geslacht Afrotettix Brown, 1970
  - Geslacht Atopotettix Brown, 1970
  - Geslacht Calviniacris Dirsh, 1956
  - Geslacht Dirshidium Brown, 1970
  - Geslacht Kalaharicus Brown, 1961
  - Geslacht Karruacris Dirsh, 1958
  - Geslacht Leatettix Dirsh, 1956
  - Geslacht Namatettix Brown, 1970
  - Geslacht Occidentula Brown, 1967
  - Geslacht Shelfordites Karny, 1910